# Joseph Murray de Melgum

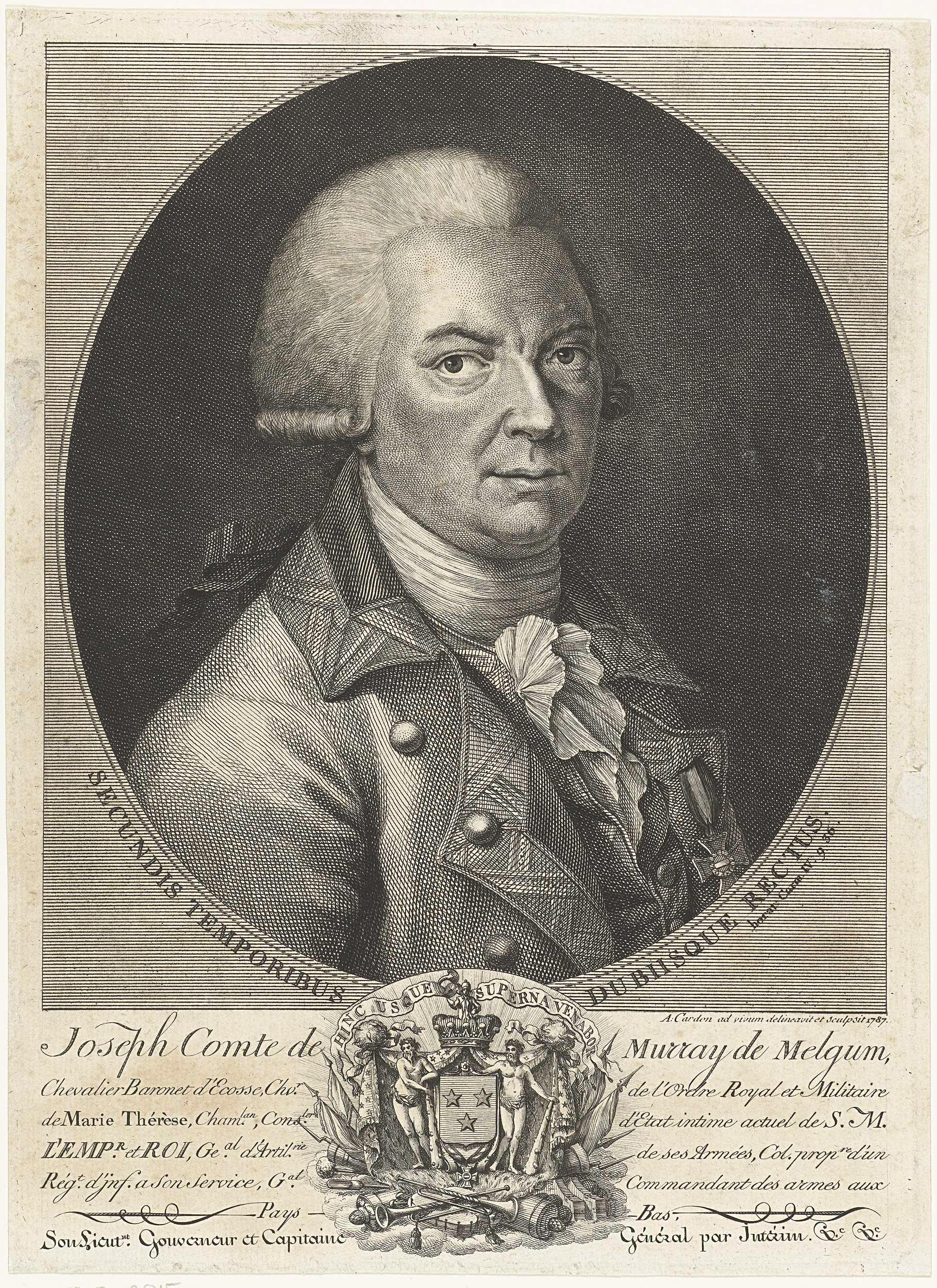
Joseph Murray de Melgum

Joseph Murray de Melgum (Doornik, 6 augustus 1718 - Wenen, 5 juni 1802) was een militair in de Oostenrijkse Nederlanden.

## Biografie

### Familie
Murray de Melgum was afkomstig uit een Schots, oud, adellijk geslacht. Zijn vader, generaal Robert Murray, was kolonel-eigenaar van een van de drie regimenten die de Schotse Brigade in dienst van de Staten-Generaal van de Nederlanden vormden en militair gouverneur van Doornik. Na het overlijden van zijn vader hertrouwde zijn moeder, Marguerite-Thérèse de Booninck, dochter van een wijnhandelaar uit Kortrijk, met graaf Ambroise de Finale, generaal-majoor en militair gouverneur van Nieuwpoort.
Joseph trouwde tweemaal, de eerste keer met de Luxemburgse Christine de Maringh, dochter van een pachter-generaal van de keizerlijke domeinen. Hun dochter Marie-Anne (1753-1822) trouwde in 1793 in Gent met burggraaf Constantin de Preud'homme d'Hailly de Nieuport, burgemeester van het Brugse Vrije en intendant van West-Vlaanderen. Hun dochter Christine-Thérèse (✝1813) trouwde met James Ogilvy, 7th Earl of Findlater.
Zijn tweede huwelijk was in 1765 in Gent met Marie-Anne de Lichtervelde (1736-1801), weduwe van graaf Charles de Thiennes, die hem een zoon schonk, Albert-Joseph (1774-1848), luitenant-veldmaarschalk in het Oostenrijkse leger. Hun dochter Henriette (1771-1849) trouwde in 1802 met markies Philippe de Bacquehem (1771-1849). Hij was tevens de stiefvader van Chrétien de Thiennes.
Zowel Joseph als zijn zwager, graaf Charles-Joseph de Lichtervelde (1741-1803), en stiefzoon waren vrijmetselaars.

### Militaire loopbaan
Murray de Melgum doorliep een militaire carrière:
- 1733: vaandrig-titulair in het regiment Los Rios,
- 1739: vaandrig-effectief,
- 1741: onderluitenant in het regiment de Ligne,
- 1741: kapitein in het regiment de Ligne,
- 1747: majoor in het Waalse regiment d'Arberg,
- 1755: luitenant-kolonel,
- 1757: kolonel-commandant in het regiment Los Rios,
- 1761: generaal-majoor,
- 1771: divisiegeneraal (Feldmarschalleutnant),
- 1784: generaal-commandant van een legerkorps (Feldzeugmeister),

In 1787 ging hij met pensioen.

### Benoemingen
In maart 1736 volgde Murray zijn neef, Alexander Murray, 2nd Baronet of Melgund in Forfarshire, als baronet op.
De moed die hij tijdens de Zevenjarige Oorlog (Slag bij Breslau, Slag bij Hochkirch en Slag bij Leuthen) toonde leverde hem het kruis van ridder in de Orde van Maria Theresia op (23 januari 1760). Hij werd op 16 september 1760 tot baron benoemd en ontving de brievenpatent van graaf op 25 november 1761.
Een ander brievenpatent, uitgegeven op 19 maart 1783, verleende hem het recht om in de Oostenrijkse Nederlanden de volle wapens van zijn familie - de hertogen van Atholl - te dragen, met de versieringen die de oudste leden van dit huis in Schotland genieten.
Murray werd kamerheer en raadsheer van de keizer op onbekende data en werd in 1766 benoemd tot onderinspecteur van de volledige infanterie van de Oostenrijkse Nederlanden. Twee jaar later werd hij militair gouverneur van Gent, daarna van Oostende, en kolonel-eigenaar van het 55e infanterieregiment (voorheen Arberg), waarin in 1778 een vrijmetselaarsloge werd opgericht, L'Union indissoluble. In 1781 werd hij opperbevelhebber van de keizerlijke troepen in de Oostenrijkse Nederlanden.
Bij afwezigheid van de landvoogden-generaal, hertog Albert Casimir van Saksen-Teschen en aartshertogin Maria Christina van Oostenrijk, die met de eerste onrusten van de Brabantse Omwenteling naar Wenen werden teruggeroepen, vervulde hij de functies van luitenant-gouverneur en gevolmachtigd minister ad interim van 19 juli tot 27 oktober 1787. Hij deed concessies aan de Belgische "patriotten", wat keizer Jozef II niet beviel. Diens opvolger, Leopold II, bood hem echter de kans zich te herpakken tegenover de monarchie en stuurde hem naar de conventie in Den Haag om de belangen van het keizerrijk te verdedigen. Dit congres resulteert in het Verdrag van 10 december 1790 dat de voorwaarden voor het herstel van het keizerlijk gezag vastlegde op voorwaarde dat vrijwel alle hervormingen op kerkelijk, bestuurlijk en gerechtelijk gebied werden ingetrokken.